# 鼠算
鼠算（日语：／ nezumi zan）是和算的一種，是計算「若干時間裡、老鼠的數目會增加多少呢？」的問題。出處為吉田光由著作的《塵劫記》。
結果急升的數字可以稱作「鼠算式増長」。

## 塵劫記裡的鼠算
《塵劫記》裡的鼠算是這樣的：
翻譯：

正月的時候，有一雙大鼠生下了12個子女，這樣共有14隻老鼠。每個子老鼠二月時再生下12個子女，共有98隻老鼠。這樣、每月一次、父母、子女、孫、曾孫每月生下12隻老鼠時，12個月裡共有276億8257萬4402隻老鼠。

當然，實際的老鼠會被貓等等的天敵襲擊和因病或飢餓死亡，所以不會不斷增加，但是表示了老鼠的繁殖力的強度。

## 其他國家鼠算
其他國家也有類似鼠算的故事。
埃及的《萊因德數學紙草書》裡有這樣的計算：。
- 家 - 7
- 貓 - 49
- 老鼠 - 343
- 小麥 - 2401
- 斗 - 16807

有歴史家這樣解釋這些文字：「從前有7個家，每家有7隻貓。每隻貓能捕食7隻老鼠。每隻老鼠會吃掉7株小麥。每株小麥本來可以產出7斗小麥？那麼小麥最後會多多少斗？」

## 數式
鼠算在數學中是等比數列的一種。上面的塵劫記裡的問題是初項為2、公比為7的等比数列。12月後老鼠的數量就是這等比數列的第13項（初項是最初的2隻大鼠）。以數式表示如下：
- 27,682,574,402 = 2×713-1